# Gabriel de Avilés
Gabriel de Avilés Itúrbide y del Fierro, secondo marchese di Avilés (Barcellona, 24 giugno 1739 – Valparaíso, 19 settembre 1810), è stato un ufficiale militare ed amministratore coloniale spagnolo nelle Americhe. Fu Governatore Reale del Cile, viceré del Río de la Plata e viceré del Perù.

## Gioventù
Gabriel de Avilés nacque nella provincia di Barcellona, figlio di José de Avilés, intendente di Aragona e Valencia, e di Carmen del Fierro. Entrò nell'esercito in giovane età. Fu inviato in Cile come istruttore di cavalleria nel 1768. Dopo due anni passati ad Arauco, fu inviato in Perù come subispettore generale dell'esercito. Sposò Mercedes del Risco y Ciudad, una peruviana con una reputazione talmente buona da essere soprannominata la santa virreina.

## In Perù
Nel 1780 scoppiò la rivolta anti-spagnola di Túpac Amaru II. I ribelli ebbero inizialmente successo, e si temeva che l'insurrezione avrebbe colpito l'intero vicereame. Avilés, allora colonnello, fu inviato con una forza spagnola a difendere Cuzco. I rinforzi giunsero il giorno prima che i ribelli assediassero la città. Il contingente indigeno era stimato in 60000 uomini. La situazione non era agevole per gli spagnoli; essi temevano non solo gli assediatori, ma anche la possibilità di una rivolta portata dagli indiani che abitavano in città.
Nonostante tutto la difesa fu valorosa, e coronata da successo. Túpac Amaru fu obbligato a togliere l'assedio e ritirarsi a Tungasuca. Il viceré Agustín de Jáuregui inviò 22000 uomini all'inseguimento. Túpac Amaru fu sconfitto, tradito, catturato e brutalmente giustiziato, con tutta la sua famiglia.
Per lo sforzo fatto nel sedare la ribellione, in 1785 Avilés fu promosso brigadiere e nominato governatore di Callao.
Rimase in Perù fino al 1795, quando divenne tenente generale e spedito in Cile, questa volta come governatore.

Stemma di Gabriel de Avilés, marchese di Avilés e viceré del Río de la Plata.

## Governatore del Cile
Assunse l'incarico nel settembre del 1795, sostituendo Ambrosio O'Higgins. (José de Rezabal y Ugarte aveva funto da governatore ad interim).
A Santiago Avilés ricostruì l'ospedale San Juan de Dios. Riaprì il vecchio collegio gesuita di San Pablo, come asilo per indigenti. Insieme al cabildo (consiglio cittadino) di Santiago operò per migliorare i ponti sul fiume Mapocho, la pavimentazione delle strade, e per abbellire, pulire e rendere sicura la città. La capitale ebbe la sua prima illuminazione pubblica. Il governatore girò la colonia ordinando la costruzione di chiese e l'esecuzione di opere pubbliche in molti luoghi.
Avilés sostenne il licenciado Manuel de Salas nel suo progetto di stimolare la produzione di panni in lino e la fondazione dell'accademia di San Luis (1797).
Durante la sua amministrazione fu istituito il Tribunal del Consulado. Si trattava di un tribunale che decideva in ambito commerciale ed industriale.
Avilés rimase governatore solo fino all'ottobre 1796, quando fu trasferito a Buenos Aires col titolo di viceré del Río de la Plata.

## Viceré del Río de la Plata
Rimase a Buenos Aires fino al 1801 como viceré del Vicereame del Río de la Plata, quando fu promosso a viceré del Perù.

## Viceré del Perù
Di nuovo sostituì Ambrosio O'Higgins. Manuel Arredondo y Pelegrín, presidente della Audiencia di Lima, fu il viceré ad interim in sua attesa.
Alla fine del suo mandato, nel 1806, rimase a Lima per molti anni ancora. Nel 1810 si imbarcò per la Spagna, attraverso lo stretto di Magellano. Si ammalò gravemente e fu obbligato a fermarsi a Valparaíso, dove morì il 19 settembre 1810.
Avilés aveva una reputazione di uomo di buon cuore, intelligente e pio.